# Mehlbek
Mehlbek (niederdeutsch: Meelbeek) ist eine Gemeinde im Kreis Steinburg in Schleswig-Holstein. Zur Gemeinde gehören die Ortsteile Gut Mehlbek, Hörsten, Mehlbek Siedlung, Muldsberg und Steinörtchen.

## Geografie und Verkehr
Mehlbek liegt etwa acht Kilometer nördlich von Itzehoe. Die Bundesautobahn 23 verläuft durch das Gemeindegebiet. Mühlenau (Stegau) und Pöschendorfer Graben fließen durch die Gemeinde; im Ortsteil Muldsberg liegt die Tongrube Muldsberg.

## Geschichte
Johann Rantzau erhielt Mehlbeck 1538 als Geschenk von Christian III. Im 16. Jahrhundert gehörten das Dorf Kaaks, und Teil von Hohenaspe und Huje zum Gut Mehlbek.

## Politik

### Gemeindevertretung
Bei der Kommunalwahl am 14. Mai 2023 wurden insgesamt neun Sitze vergeben. Diese fielen erneut alle an die Kommunale Wählervereinigung Mehlbek. Die Wahlbeteiligung betrug 56,5 %.

### Wappen
Blasonierung: „Von Silber und Blau im Wellenschnitt gesenkt geteilt. Oben eine rote Fachwerkscheune, begleitet von je einem grünen Stern in der rechten und linken Oberecke, unten ein silbernes Mühlrad.“
Nach der in der kommunalen Wappenrolle eingetragenen historischen Begründung zeigt das Wappen die alte Scheune des Gutes Mehlbek und erinnert zugleich an die landwirtschaftliche Prägung der Gemeinde. Das Mühlrad soll eine Reminiszenz an den Ortsnamen „Möhlenbeke“ sein, der „Mühle am Fluss Bekau“ bedeute. Die grünen Sterne stehen für die verlorene Heimat der Flüchtlinge, die nach dem Zweiten Weltkrieg in dem Ort eine neue Heimat fanden und die Gemeinde weiter mit entwickelten.
Diese offizielle Begründung für das Wappen ist allerdings nicht ganz richtig: Zum einen bedeutet „Möhlenbek“ nicht „Mühle am Fluss“, sondern ist die neuniederdeutsche Bezeichnung für „Mühlenbach“, weist also nicht auf die Mühle, sondern den Bach hin; zum anderen stand die Mühle nicht am Fluss „Bekau“, sondern am Bach „Mühlenau“, welcher lediglich – und zwar außerhalb des Gemeindegebietes von Mehlbek – in die Bekau mündet. Überhaupt ist nicht sicher, ob die frühneuzeitlich aufgekommene mittelniederdeutsche Namensform „Molenbeke“ nicht auf einer volksetymologischen Umdeutung beruht und der Name eine ursprünglich andere Bedeutung hatte.

## Sport
Seit 1982 hat Mehlbek einen eigenen Sportverein, den Mehlbeker SV. Der Verein hat knapp 100 Mitglieder und bietet als einzige Sportart Fußball an.

## Bilder

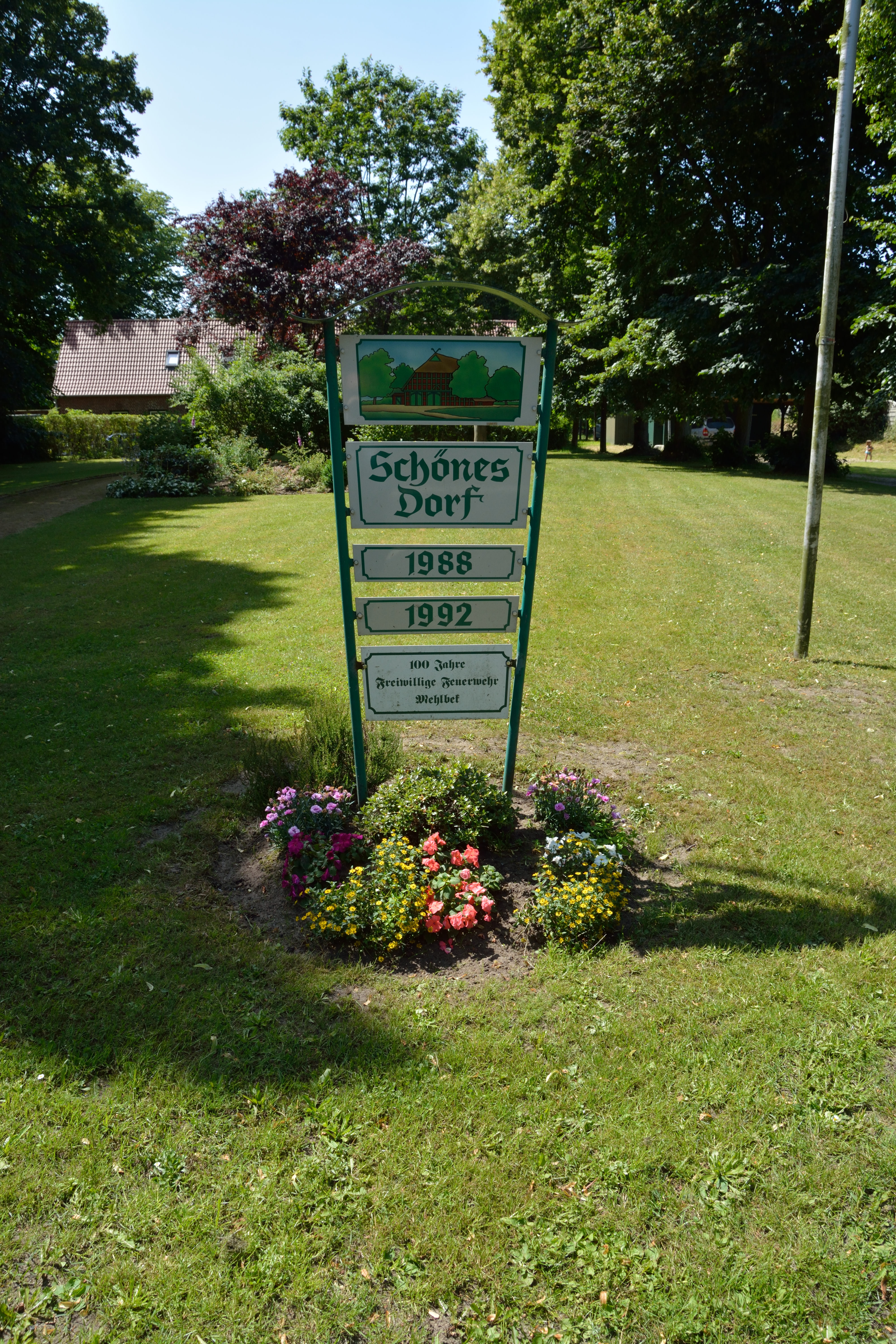
Schönes Dorf
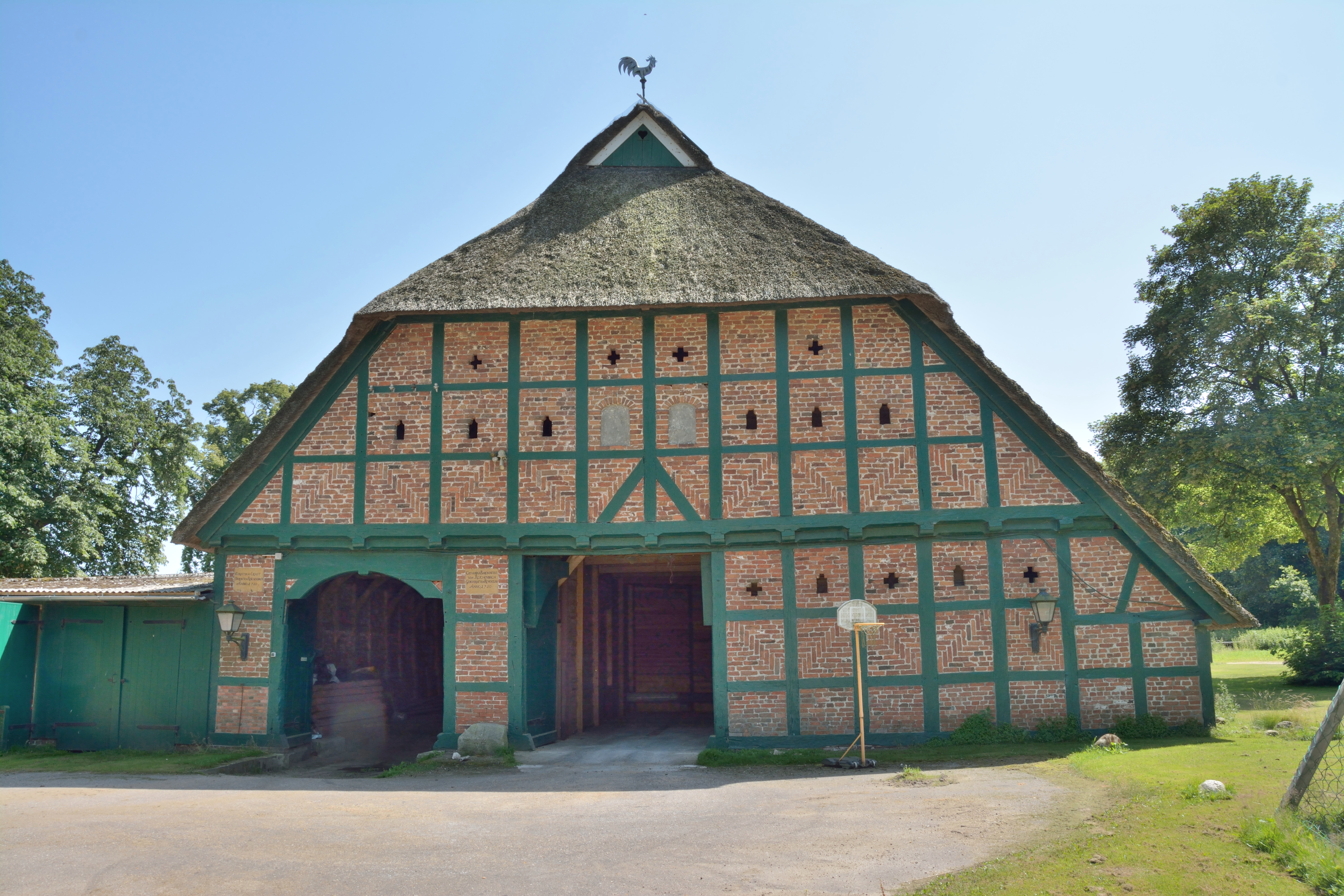
Adliges Gut „Mehlbek“, die Scheune aus dem Wappen
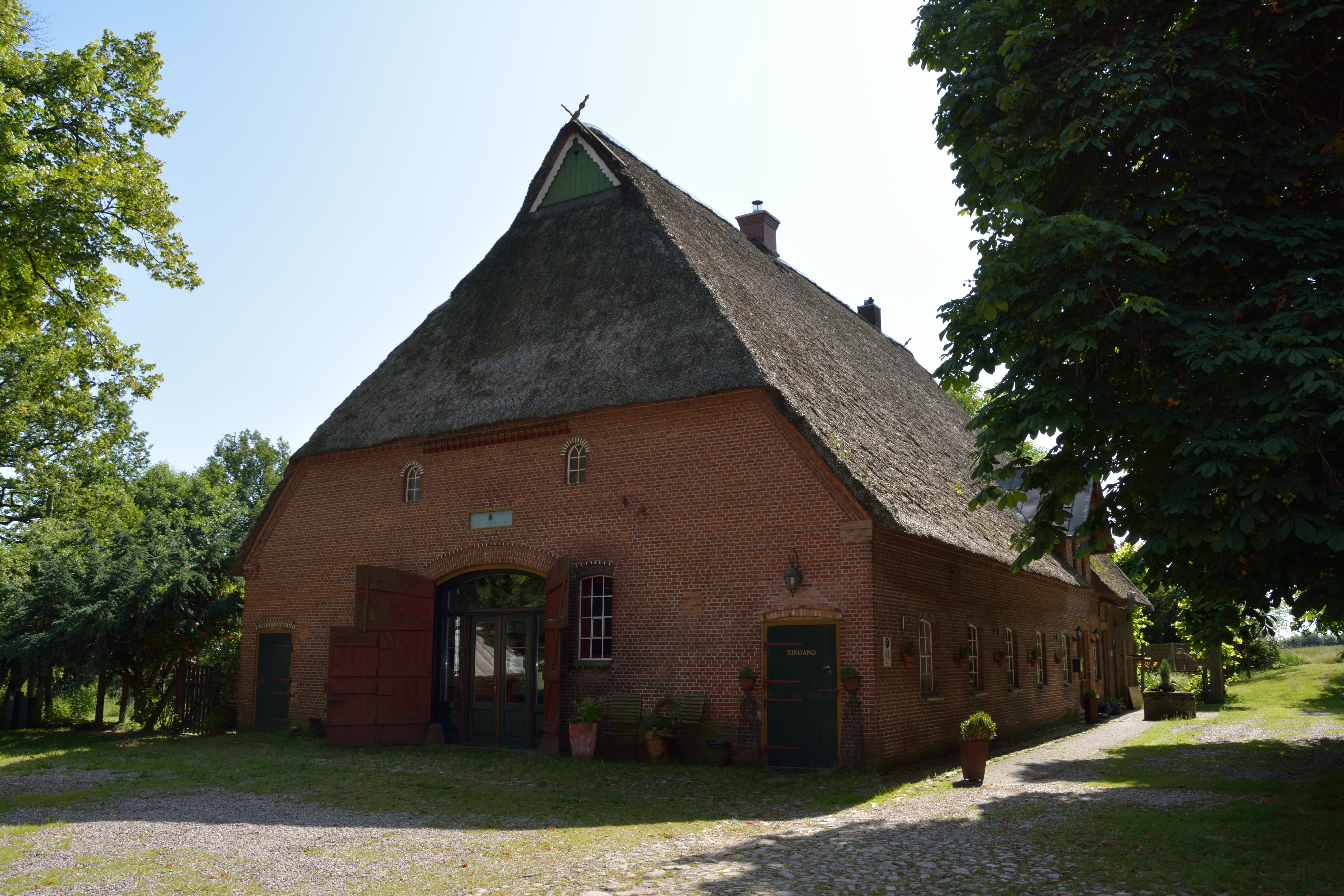
Gaststätte „Gesindehof“
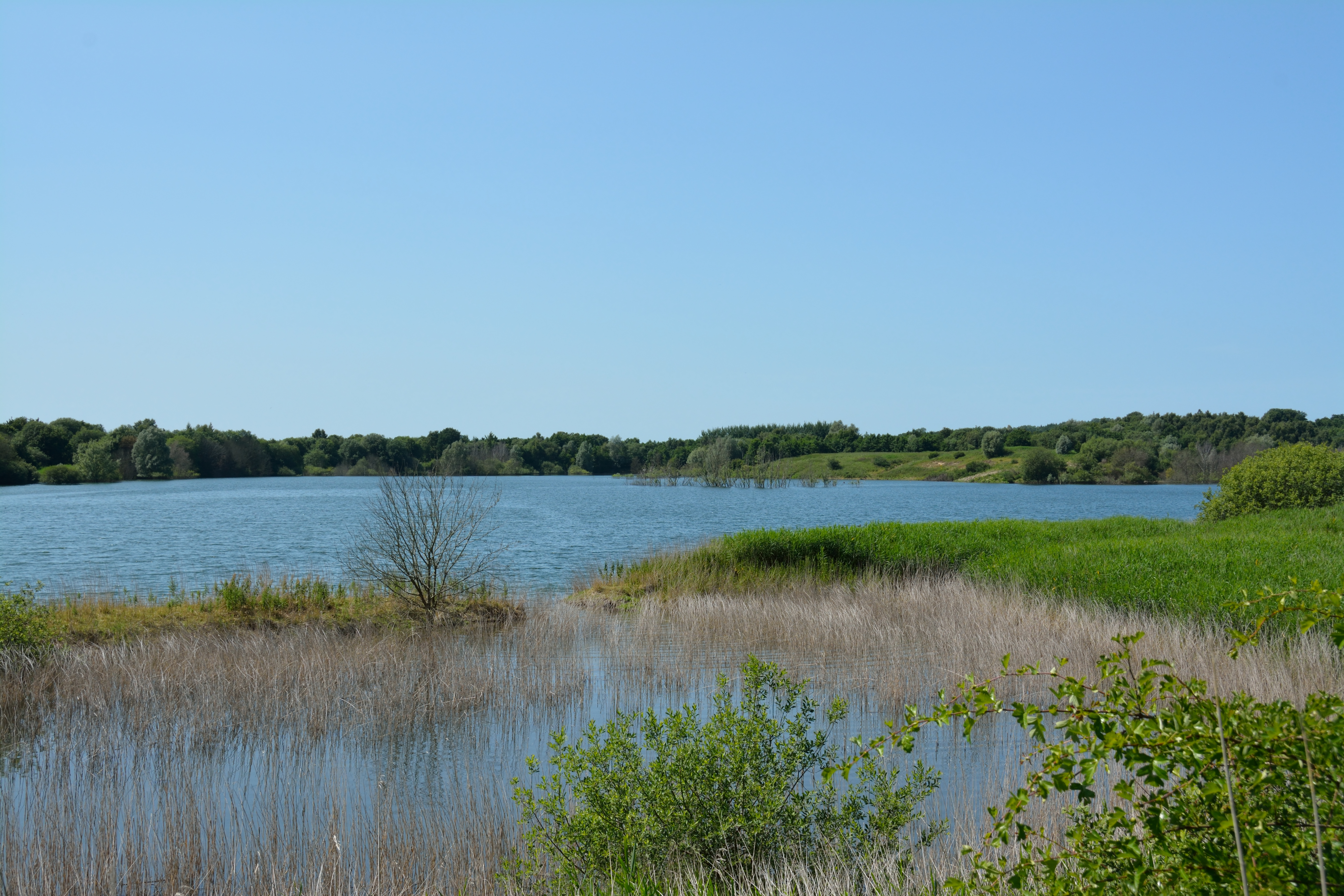
Tongrube Muldsberg